# Delphi (Indiana)
Delphi – miasto w Stanach Zjednoczonych, w stanie Indiana, siedziba administracyjna hrabstwa Carroll.